# Arthur Heyne
Arthur Heyne (* 25. August 1946 in Kaiserslautern) ist ein ehemaliger deutscher Ruderer.

## Biografie
Arthur Heyne gewann beim Deutschen Meisterschaftsrudern 1971 und 1972 zusammen mit Helmut Wolber die Silbermedaille im Doppelzweier. Bei den Olympischen Sommerspielen 1972 in München belegte er zusammen mit Jochen Meißner in der Regatta mit dem Doppelzweier den 10. Platz.